# Rocksjön, Hälsingland
Rocksjön är en sjö i Bollnäs kommun i Hälsingland och ingår i Testeboåns huvudavrinningsområde. Sjön är 6 meter djup, har en yta på 0,278 kvadratkilometer och befinner sig 301,7 meter över havet. Sjön avvattnas av vattendraget Jönsån.

## Delavrinningsområde
Rocksjön ingår i det delavrinningsområde (677842-152663) som SMHI kallar för Utloppet av Rocksjön. Medelhöjden är 334 meter över havet och ytan är 4,2 kvadratkilometer. Räknas de 3 avrinningsområdena uppströms in blir den ackumulerade arean 23,76 kvadratkilometer. Jönsån som avvattnar avrinningsområdet har biflödesordning 2, vilket innebär att vattnet flödar genom totalt 2 vattendrag innan det når havet efter 91 kilometer. Avrinningsområdet består mestadels av skog (86 procent). Avrinningsområdet har 0,41 kvadratkilometer vattenytor vilket ger det en sjöprocent på 9,7 procent.